# Красуня і волоцюга
«Красуня і волоцюга» — кінофільм режисера Брайса Кларка, що вийшов на екрани в 2012 році.

## Зміст
Він молодий хлопець без амбіцій, який постійно потрапляє в серії дивних пригод. Коли він закохується в чарівну дівчину з таємничим минулим, то вирушає у подорож, наприкінці якої розуміє, що подорослішати – це зовсім непогано.

## Ролі
| Актор          | Роль |
| -------------- | ---- |
| Бен Бенкс      | -    |
| Кетрін Таун    | -    |
| Міша Бартон    | -    |
| Емілі Моффатт  | -    |
| Майкл Гоберт   | -    |
| Девід Салліван | -    |
| Сал Масікела   | -    |
| Алекс Бе       | -    |
| Кім Гаффман    | -    |
| Кайл Вест      | -    |

## Знімальна група
- Режисер — Брайс Кларк
- Сценарист — Брайс Кларк
- Продюсер — Джастін Ліон, Річард Грант Беннетт, Джорі Корді
- Композитор — Расс Говард III